# Thomas Krief
Thomas Krief (Grenoble, 5 juni 1993) is een Franse freestyleskiër, die is gespecialiseerd op het onderdeel halfpipe. Hij vertegenwoordigde zijn vaderland op de Olympische Winterspelen 2014 in Sotsji en op de Olympische Winterspelen 2018 in Pyeongchang.

## Carrière
Bij zijn wereldbekerdebuut, in januari 2009 in Les Contamines-Montjoie, scoorde Krief direct wereldbekerpunten. In Deer Valley nam hij deel aan de wereldkampioenschappen freestyleskiën 2011, op dit toernooi eindigde hij als 27e op het onderdeel halfpipe. In maart 2011 eindigde de Fransman in La Plagne voor de eerste keer in zijn carrière in de top tien tijdens een wereldbekerwedstrijd. In augustus 2012 stond Krief in Cardrona voor de eerste maal op het podium van een wereldbekerwedstrijd. Op de wereldkampioenschappen freestyleskiën 2013 in Voss veroverde hij de bronzen medaille op het onderdeel halfpipe. Tijdens de Olympische Winterspelen van 2014 in Sotsji eindigde de Fransman als elfde in de halfpipe.
Op 22 december 2017 boekte Krief in Secret Garden zijn eerste wereldbekerzege. Tijdens de Olympische Winterspelen van 2018 in Pyeongchang eindigde hij als tiende in de halfpipe.
In Park City nam de Fransman deel aan de wereldkampioenschappen freestyleskiën 2019. Op dit toernooi eindigde hij als zesde in de halfpipe.

## Resultaten

### Olympische Spelen
| Jaar | Plaats      | Resultaten   |
| ---- | ----------- | ------------ |
| 2014 | Sotsji      | 11e Halfpipe |
| 2018 | Pyeongchang | 10e Halfpipe |

### Wereldkampioenschappen
| Jaar | Plaats      | Resultaten   |
| ---- | ----------- | ------------ |
| 2011 | Deer Valley | 27e Halfpipe |
| 2013 | Voss        | Halfpipe     |
| 2019 | Park City   | 6e Halfpipe  |

### Wereldbeker
Eindklasseringen
| Seizoen   | Algm | HP  |
| --------- | ---- | --- |
| 2008/2009 | 142e | 29e |
| 2010/2011 | 57e  | 9e  |
| 2011/2012 | 88e  | 10e |
| 2012/2013 | 20e  | 5e  |
| 2013/2014 | 80e  | 16e |
| 2014/2015 | 63e  | 9e  |
| 2015/2016 | 82e  | 10e |
| 2016/2017 | 294e | 46e |
| 2017/2018 | 38e  | 7e  |
| 2018/2019 | 28e  | 5e  |
| 2019/2020 | 188e | 33e |

Wereldbekerzeges
| Datum            | Plaats        | Onderdeel |
| ---------------- | ------------- | --------- |
| 22 december 2017 | Secret Garden | Halfpipe  |